# Туровское княжество
Ту́ровское кня́жество (позже Ту́рово-Пи́нское кня́жество) — древнерусское княжество в X—XIV веках, расположенное в Полесье по среднему и нижнему течению Припяти. Бо́льшая часть лежала на территории, заселённой дреговичами, меньшая — древлянами. Главным городом княжества был Туров, упоминаемый в первый раз в летописи под 980 годом.

«Рогволод же пришел был из-за моря и имел волость свою в Полоцке. А Тур (сел) в Турове, от него же и туровцы прозвались».
Другими важнейшими городами Туровского княжества были Пинск, сделавшийся впоследствии главным городом самостоятельного Пинского княжества, Мозырь и Слуцк. Вместе с Пинским княжеством выделилось и Дубровицкое княжество.

## История

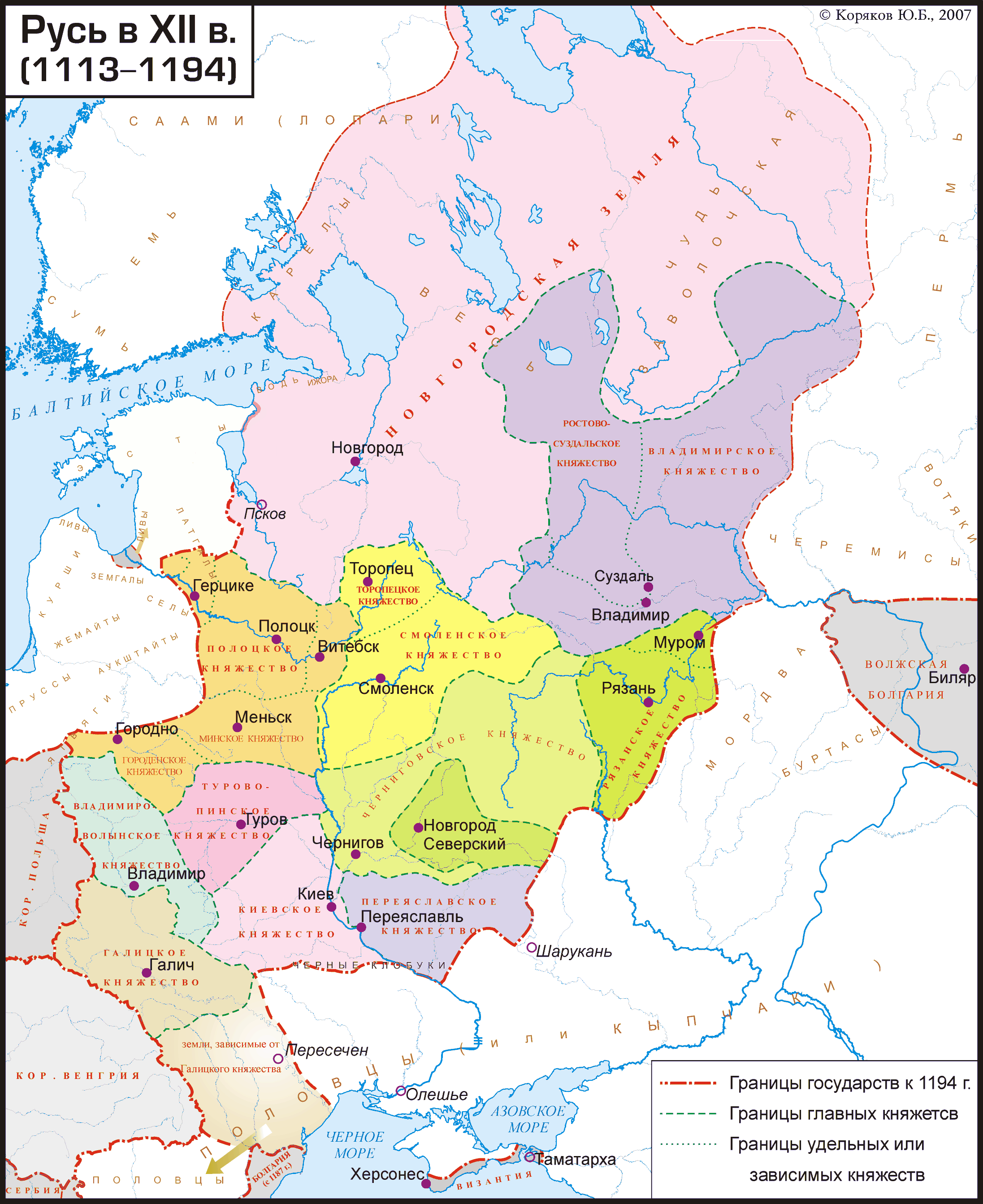
Русь в XII веке

С Владимира Святославича княжество окончательно вошло в состав Древнерусского государства, первым князем-Рюриковичем в Турове был сын Владимира Святополк. При Ярославе Мудром в Турове сидел его сын Изяслав. По смерти Ярослава Изяслав стал великим князем Киевским, но сохранил за собой и туровское княжение. Когда в 1078 году Изяслав был убит и его брат Всеволод занял великое княжение Киевское, княжество было отдано младшему сыну Изяслава, Ярополку, в придачу к Волыни. В 1088 году по смерти Ярополка в Туров перешёл его брат Святополк Изяславич, княживший до этого в Новгороде. В 1093 году Святополк стал великим князем киевским, но Туров оставил за собой, после чего следующие 32 года Туров вновь был киевской волостью. Через своего сына Ярослава Святополк владел также Волынью, изъятой у Давыда Игоревича по решению Витичевского съезда (1100).
Обстоятельства перехода Турова под власть Мономаховичей до конца не известны. Известно о том, что Вячеслав Владимирович княжил в Смоленске с 1113 года, а затем под 1127 годом он упомянут в связи с походом на Полоцкое княжество как туровский князь. Известно также, что 1118 году Ярослав Святополчич потерял Волынь, но, по некоторым версиям, в Турове в 1110—1123 годах княжили его братья Брячислав и Изяслав.
При Вячеславе Владимировиче (с 1127 года) княжество распалось на два удела, Туровский и Клецкий, где княжил внук Святополка Вячеслав Ярославич. Изяслав Мстиславич дал Туров своему сыну Ярославу, а Юрий Долгорукий — своему сыну Борису, тем самым Туров в 1146—1157 годах снова был киевской волостью. И только в начале великого княжения Изяслава Давыдовича в Турове был князем внук Святополка Юрий Ярославич (внук Мстислава Владимировича Великого по матери). Изяслав потребовал, чтобы он уступил Туров внуку Владимира Мономаха Владимиру Мстиславичу, но в 1162 году княжество окончательно обособилось от Киевского княжества под властью Юрия Ярославича и его потомков. 
Туровские князья в союзе со смоленскими участвовали в битве на Калке в 1223 году.
В первой половине XIII века, за княжество боролись Литва и Галицко-Волынское княжество.
В 1250 году, княжество на короткое время было захвачено Даниилом Галицким. В XIV веке в связи с ослаблением Галицкого княжества литовский князь Гедимин присоединил Туровское княжество к своим владениям. После этого в княжестве правили его потомки на правах удельных князей в Литовском государстве.

## Административное деление
В административном плане Туровское княжество делилось на «княжества-волости»: Туровская, Пинская, Городецкая, Дубровицкая, Черторыйская волости.

## Экономика
Основная территория княжества была покрыта лесами и болотами. Через княжество проходил важный торговый путь по р. Припяти, связывавший р. Днепр с Балтикой через волок у р. Буг (Западный). Основной род занятий жителей: рыболовство и охота. Для земледелия были пригодны лишь отдельные районы.